# بيوكانان
بيوكانان (فيرجينيا الغربية) (بالإنجليزية: Buckhannon, West Virginia) هي مدينة تقع في الولايات المتحدة في Upshur County. يقدر عدد سكانها بـ 5,639 نسمة ومساحتها 7.33 كم2 وترتفع عن سطح البحر 436 متر.

## التركيبة السكانية
قام مكتب تعداد الولايات المتحدة بتحديد بيانات التركيبة السكانية لبيوكانانفي تعداد الولايات المتحدة. في ما يلي، التركيبة السكانية حسب تعدادي 2000 و2010.

### تعداد عام 2000
بلغ عدد سكان بيوكانان 5,725 نسمة بحسب تعداد عام 2000، وبلغ عدد الأسر 2,159 أسرة وعدد العائلات 1,180 عائلة مقيمة في المدينة. في حين سجلت الكثافة السكانية 2,314.2 نسمة لكل ميل مربع (893.5/كم2). وبلغ عدد الوحدات السكنية 2,424 وحدة بمتوسط كثافة قدره 979.8 نسمة لكل ميل مربع (378.3/كم2).
وتوزع التركيب العرقي للمدينة بنسبة 96.16% من البيض و 0.10% من الأمريكيين الأصليين و 0.84% من الأمريكيين ذوي الأصول الآسيوية و 0.02% من سكان جزر المحيط الهادئ و 2.01% من الأمريكيين الأفارقة و 0.59% من عرقين مختلطين أو أكثر.
بلغ عدد الأسر 2,159 أسرة كانت نسبة 22.6% منها لديها أطفال تحت سن الثامنة عشر تعيش معهم، وبلغت نسبة الأزواج القاطنين مع بعضهم البعض 41.1% من أصل المجموع الكلي للأسر، ونسبة 10.9% من الأسر كان لديها معيلات من الإناث دون وجود شريك، وكانت نسبة 45.3% من غير العائلات. تألفت نسبة 40.0% من أصل جميع الأسر من أفراد ونسبة 19.1% كانوا يعيش معهم شخص وحيد يبلغ من العمر 65 عاماً فما فوق. وبلغ متوسط حجم الأسرة المعيشية 2.78، أما متوسط حجم العائلات فبلغ 2.08.
بلغ العمر الوسطي للسكان 31 عاماً. وكانت نسبة 15.5% من القاطنين تحت سن الثامنة عشر، وكانت نسبة 28.1% بين الثامنة عشر والأربعة وعشرون عاماً، ونسبة 19.2% كانت واقعةً في الفئة العمرية ما بين الخامسة والعشرون حتى والأربعة وأربعون عاماً، ونسبة 19.8% كانت ما بين الخامسة والأربعون حتى الرابعة والستون، ونسبة 17.4% كانت ضمن فئة الخامسة والستون عاماً فما فوق. يوجد لكل 100 أنثى 81.3 ذكر، ويوجد لكل 100 أنثى في الثامنة عشر من عمرها فما فوق 78.4 ذكر.
بلغ متوسط دخل الأسرة في المدينة 23,421 دولار، أما متوسط دخل العائلة فبلغ 36,975 دولار. وكان متوسط دخل الذكور 30,691 دولار مقابل 18,041 دولار للإناث. وسجل دخل الفرد الخاص بالمدينة 12,959 دولار. وكانت نسبة 15.8% من العائلات ونسبة 24.8% من السكان تحت خط الفقر، وكان من هؤلاء نسبة 32.7% تحت سن الثامنة عشر ونسبة 11.2% في الخامسة والستين من العمر وما فوق.

### تعداد عام 2010
بلغ عدد سكان بيوكانان 5,639 نسمة بحسب تعداد عام 2010، وبلغ عدد الأسر 2,148 أسرة وعدد العائلات 1,149 عائلة مقيمة في المدينة. في حين سجلت الكثافة السكانية 1,992.6 نسمة لكل ميل مربع (769.3/كم2). وبلغ عدد الوحدات السكنية 2,398 وحدة بمتوسط كثافة قدره 847.3 لكل ميل مربع (327.1/كم2).
وتوزع التركيب العرقي للمدينة بنسبة 94.5% من البيض و 0.2% من الأمريكيين الأصليين و 0.9% من الأمريكيين ذوي الأصول الآسيوية و 2.1% من الأمريكيين الأفارقة و 1.9% من عرقين مختلطين أو أكثر.
بلغ عدد الأسر 2,148 أسرة كانت نسبة 22.6% منها لديها أطفال تحت سن الثامنة عشر تعيش معهم، وبلغت نسبة الأزواج القاطنين مع بعضهم البعض 38.5% من أصل المجموع الكلي للأسر، ونسبة 11.6% من الأسر كان لديها معيلات من الإناث دون وجود شريك، بينما كانت نسبة 3.4% من الأسر لديها معيلون من الذكور دون وجود شريكة وكانت نسبة 46.5% من غير العائلات. تألفت نسبة 39.9% من أصل جميع الأسر من أفراد ونسبة 18.2% كانوا يعيش معهم شخص وحيد يبلغ من العمر 65 عاماً فما فوق. وبلغ متوسط حجم الأسرة المعيشية 2.84، أما متوسط حجم العائلات فبلغ 2.13.
بلغ العمر الوسطي للسكان 33.1 عاماً. وكانت نسبة 16.1% من القاطنين تحت سن الثامنة عشر، وكانت نسبة 25.5% بين الثامنة عشر والأربعة وعشرون عاماً، ونسبة 18.9% كانت واقعةً في الفئة العمرية ما بين الخامسة والعشرون حتى والأربعة وأربعون عاماً، ونسبة 22.5% كانت ما بين الخامسة والأربعون حتى الرابعة والستون، ونسبة 17.1% كانت ضمن فئة الخامسة والستون عاماً فما فوق. وتوزع التركيب الجنسي للسكان بنسبة 47.5% ذكور و52.5% إناث.